# 이크스
이크스(lCKs) 또는 이크(lCK)는 인도(lndia), 중국(China), 대한민국(Korea)을 통칭하는 말로, 월스트리트 저널(WSJ) 인터넷 판이 2008년 12월 31일에 사용하였다. 신흥경제 4국을 뜻하는 브릭스(BRICs:브라질·러시아·인도·중국)에서 새해에는 브라질, 러시아가 빠지고 대한민국이 포함됐다. 이같은 전망은 현재 가치에 비해 향후 탄탄한 실적이 예상되기 때문이라면서 가치에 비해 주가가 저평가돼 있는 상태임을 강조했다. 스탠더드앤드프어스(S&P)는 ICK 국가들 모두 주가수익비율(PER)이 10배 정도로 오를것이라고 밝혔다. S&P는 또 전체 신흥시장 기업의 올해 수익은 0.2% 정도 하락이 예상되는 반면 ICK는 인도 12% 한국 10.3% 중국 7.8% 증가할 것이라고 발표했다.